# Meryem Uzerli
Meryem Uzerli (n. 12 august 1983, Kassel) este o actriță turco-germană cunoscut pentru rolul său din serialul Suleyman Magnificul.

## Biografie
Meryem Uzerli s-a născut într-o familie de musulmani pe data de 12 august 1983 în Germania, la Kassel. Tatăl ei, Hüseyin, este turc în timp ce mama ei, Ursula, este germancă. Meryem a studiat actoria la Frese Schauspielstudio în Hamburg. Este cunoscută în special datorită rolului Sultanei Hürrem, din serialul istoric Suleyman Magnificul. În 2013, ea a părăsit serialul din motive de sănătate  și, de la episodul 103, Vahide Percin a preluat rolul Sultanei Hürrem.
După ce a părăsit Turcia, ea a anunțat că s–a despărțit de iubitul ei, Can Ateş, după ce a aflat că a înșelat-o. A anunțat de asemenea că este gravidă, și că vrea să dea naștere copilului al cărui tată este Ateş. Pe data de 10 februarie 2014 a născut o fată, pe nume Lara.

## Filmografie
| Filmografie | Filmografie                           | Filmografie   | Filmografie          |
| An          | Titlu                                 | Rol           | Note                 |
| ----------- | ------------------------------------- | ------------- | -------------------- |
| 2008        | Jetzt vorbei                          |               |                      |
| 2009        | Das total verrückte Wochenende        |               |                      |
| 2009        | Wiedergeburt                          |               | Film scurt           |
| 2009        | The Line                              | Anna          | Film scurt           |
| 2009        | Schulterblick                         |               | Film scurt           |
| 2009        | Lauf um deine Liebe                   |               | Film scurt           |
| 2009        | LUME                                  |               | Film scurt           |
| 2009        | Sterne über dem Eis                   | Studentă      |                      |
| 2010        | Journey of No Return                  | Stewardesă    |                      |
| 2010        | Das ist ja das Leben selbst           | Vorsprecherin |                      |
| 2010        | The Dark Chest of Wonders             |               | Film scurt           |
| 2010        | Urbane Dater                          |               | Film scurt           |
| 2010        | Lover's Guide                         | Mara          | Film scurt           |
| Televiziune |                                       |               |                      |
| An          | Titlu                                 | Rol           | Note                 |
| 2008        | Ein total verrücktes Wochenende       |               |                      |
| 2008        | Inga Lindström                        | Britta        | Protagonistă         |
| 2009        | Hayat                                 |               | Trailer              |
| 2010        | Der Staatsanwalt                      |               | Episod: "Mordswut"   |
| 2010        | Notruf Hafenkante                     |               | Episod: "Alles Lüge" |
| 2010        | Ein Fall für zwei                     |               | Episod: "Verlust"    |
| 2010        | Jetzt aber Ballett                    | Sasha Kitano  | Film TV              |
| 2010        | WALF: We All Love Football            | Lena          | Serial TV            |
| 2011-2013   | Suleyman Magnificul (Muhteşem Yüzyıl) | Hürrem Sultan | Rol principal        |

## Premii și nominalizări
| An   | Premiu                                                 | Categorie                                                     | Film/Serial          | Rezultat     |
| ---- | ------------------------------------------------------ | ------------------------------------------------------------- | -------------------- | ------------ |
| 2010 | 47th International Antalya Golden Orange Film Festival | Premiul special al juriului                                   | Journey of No Return | Câștigat     |
| 2011 | 24th Tüketici Academy Award                            | Cea mai bună actriță în rol principal                         | Suleyman Magnificul  | Câștigat     |
| 2011 | Silver Horse Award                                     | Cea mai bună actriță                                          | Suleyman Magnificul  | Câștigat     |
| 2011 | TV Stars Award                                         | Cea mai bună actriță                                          | Suleyman Magnificul  | Câștigat     |
| 2011 | 38th Golden Butterfly Award                            | Premiul special                                               | Suleyman Magnificul  | Câștigat     |
| 2011 | Marmara University                                     | Cea mai bună actriță                                          | Suleyman Magnificul  | Câștigat     |
| 2011 | TV Oscars                                              | Cea mai bună actriță                                          | Suleyman Magnificul  | Câștigat     |
| 2011 | 2nd AyakliGazete.com Awards                            | Cea mai bună actriță                                          | Suleyman Magnificul  | Câștigat     |
| 2011 | Turkish Antalya Television Award                       | Cea mai bună actriță într-un serial de dramă                  | Suleyman Magnificul  | Nominalizare |
| 2012 | Turkey GQ Awards                                       | Femeia anului                                                 |                      | Câștigat     |
| 2012 | 39th Golden Butterfly Award                            | Cea mai bună actriță                                          | Suleyman Magnificul  | Câștigat     |
| 2012 | Galatasaray University                                 | Cea mai bună actriță de film și seriale                       | Suleyman Magnificul  | Câștigat     |
| 2012 | Istanbul Kültür University                             | Cea mai bună actriță într-un serial de dramă                  | Suleyman Magnificul  | Câștigat     |
| 2012 | Golden MDG Award                                       | Cea mai bună actriță în rol principal într-un serial de dramă | Suleyman Magnificul  | Câștigat     |
| 2012 | Magazinci.com Honorary Awards                          | Cea mai bună actriță                                          | Suleyman Magnificul  | Câștigat     |
| 2012 | Magazine Journalists Association                       | Cea mai bună actriță a anului                                 | Suleyman Magnificul  | Câștigat     |
| 2012 | Yıldız Technical University                            | Cea mai populară actriță într-un serial                       | Suleyman Magnificul  | Câștigat     |
| 2012 | 3rd AyakliGazete.com Awards                            | Cea mai bună actriță                                          | Suleyman Magnificul  | Nominalizare |
| 2012 | Turkish Antalya Television Award                       | Cea mai bună actriță într-un serial de dramă                  | Suleyman Magnificul  | Nominalizare |
| 2012 | Aydın University Istanbul                              | Cea mai populară actriță într-un serial                       | Suleyman Magnificul  | Câștigat     |
| 2012 | Radikal Awards                                         | Cea mai bună actriță                                          | Suleyman Magnificul  | Câștigat     |
| 2012 | Andy-Ar Awards                                         | Cea mai bună actriță a anului                                 | Suleyman Magnificul  | Câștigat     |
| 2012 | Esenler 2012 Most Successful People Names              | Cea mai bună actriță a anului                                 | Suleyman Magnificul  | Câștigat     |
| 2013 | 11th Stars Award Ceremony                              | Cea mai admirată actriță de televiziune din 2012              | Suleyman Magnificul  | Câștigat     |
| 2013 | 20th İtü Emös Achievement Awards                       | Cea mai bună actriță                                          | Suleyman Magnificul  | Câștigat     |
| 2013 | Turkish Antalya Television Award                       | Cea mai bună actriță într-un serial de dramă                  | Suleyman Magnificul  | Câștigat     |
| 2013 | 4th AyakliGazete.com Awards                            | Cea mai bună actriță                                          | Suleyman Magnificul  | Câștigat     |
| 2013 | Crystal Mouse Awards                                   | Cea mai bună actriță                                          | Suleyman Magnificul  | Câștigat     |